# Trois Villages

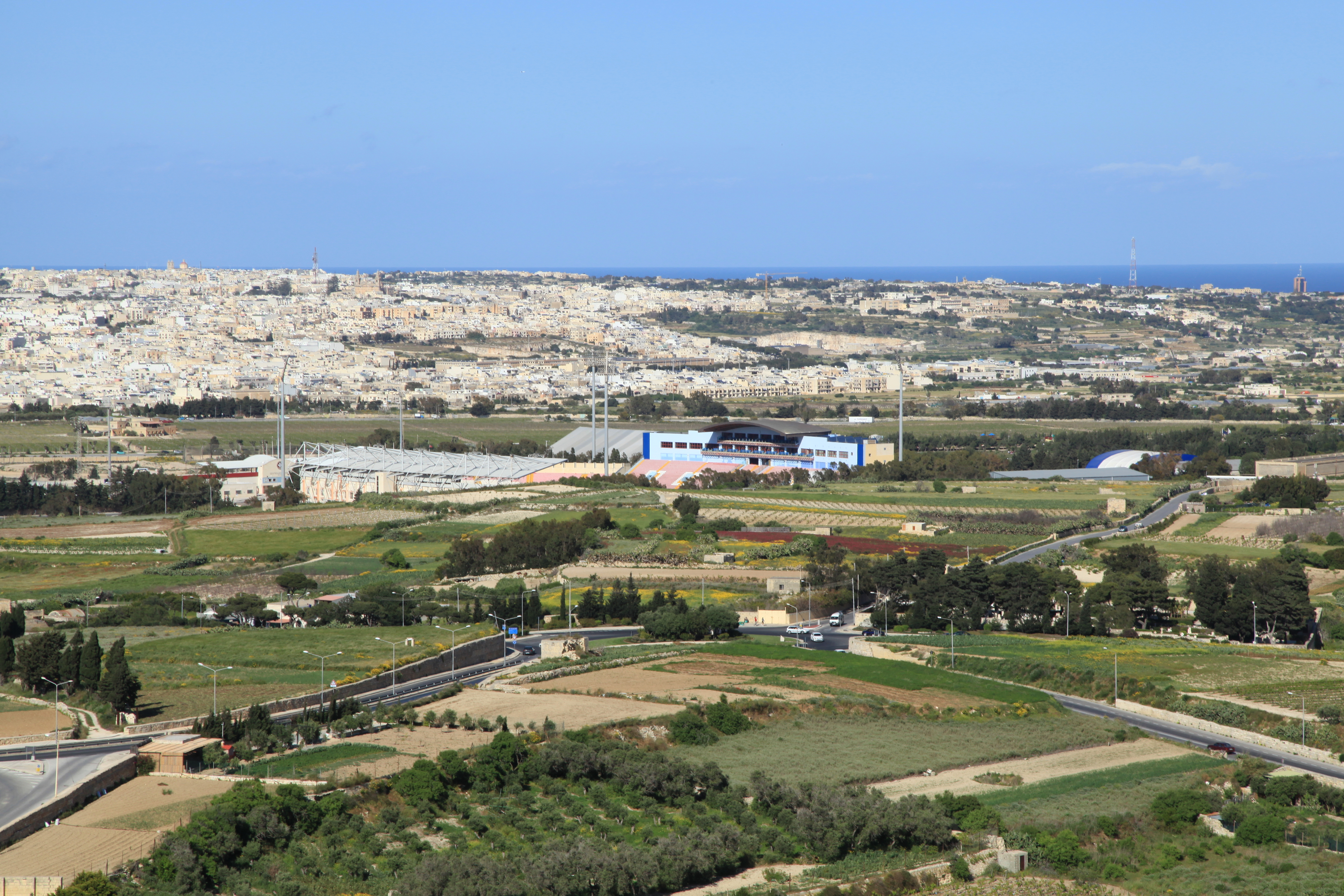
Vue de Ħ'Attard et de ses alentours, depuis les murs de Mdina.

Les Trois Villages (Tlett Villaġġi en maltais) est une communauté de fait composée des villes de Ħ'Attard, Ħal Balzan et Ħal Lija, située à peu près au centre de Malte. Ils sont appelés ainsi en raison de leur proximité les uns avec les autres. Dans certains cas, un côté de la rue fait partie d'un village tandis que l'autre côté de la même rue fait partie d'un autre village.
Les Trois Villages sont aussi très similaires en termes de taille, de configuration et d'âge,,.

## Histoire
À l'époque de l'Ordre de Saint-Jean, les Trois Villages étaient recherchés pour y construire des résidences de campagne et des pavillons de chasse. Nombreux sont ceux qui y ont construit de grands palais, symbole de noblesse et, dans une certaine mesure, de supériorité par rapport au reste de la société maltaise.